# Transports en commun de Royan
Cara’Bus est le réseau de transports urbains qui dessert la ville de Royan et une partie des communes de sa périphérie. Placé sous l’autorité directrice de la Communauté d’agglomération Royan Atlantique, son exploitation est confiée par délégation de service public à la société Transdev Royan Atlantique (faisant partie du groupe Transdev).
Lancé officiellement le 5 janvier 2009, ce service permet de relier entre elles vingt communes par l’intermédiaire de dix lignes urbaines et suburbaines régulières et de deux lignes à la demande. Pendant la période estivale, alors que la population de l’agglomération est multipliée par dix, deux lignes supplémentaires sont mises en service afin de mieux couvrir certains sites touristiques (La Palmyre ou Talmont-sur-Gironde, par exemple). Le réseau Cara’Bus est également chargé du transport scolaire.
Le point névralgique du réseau est la gare intermodale de Royan, par où transite une grande partie des bus. C’est également à cet endroit que se trouve la boutique-accueil Cara’Bus.

## Histoire

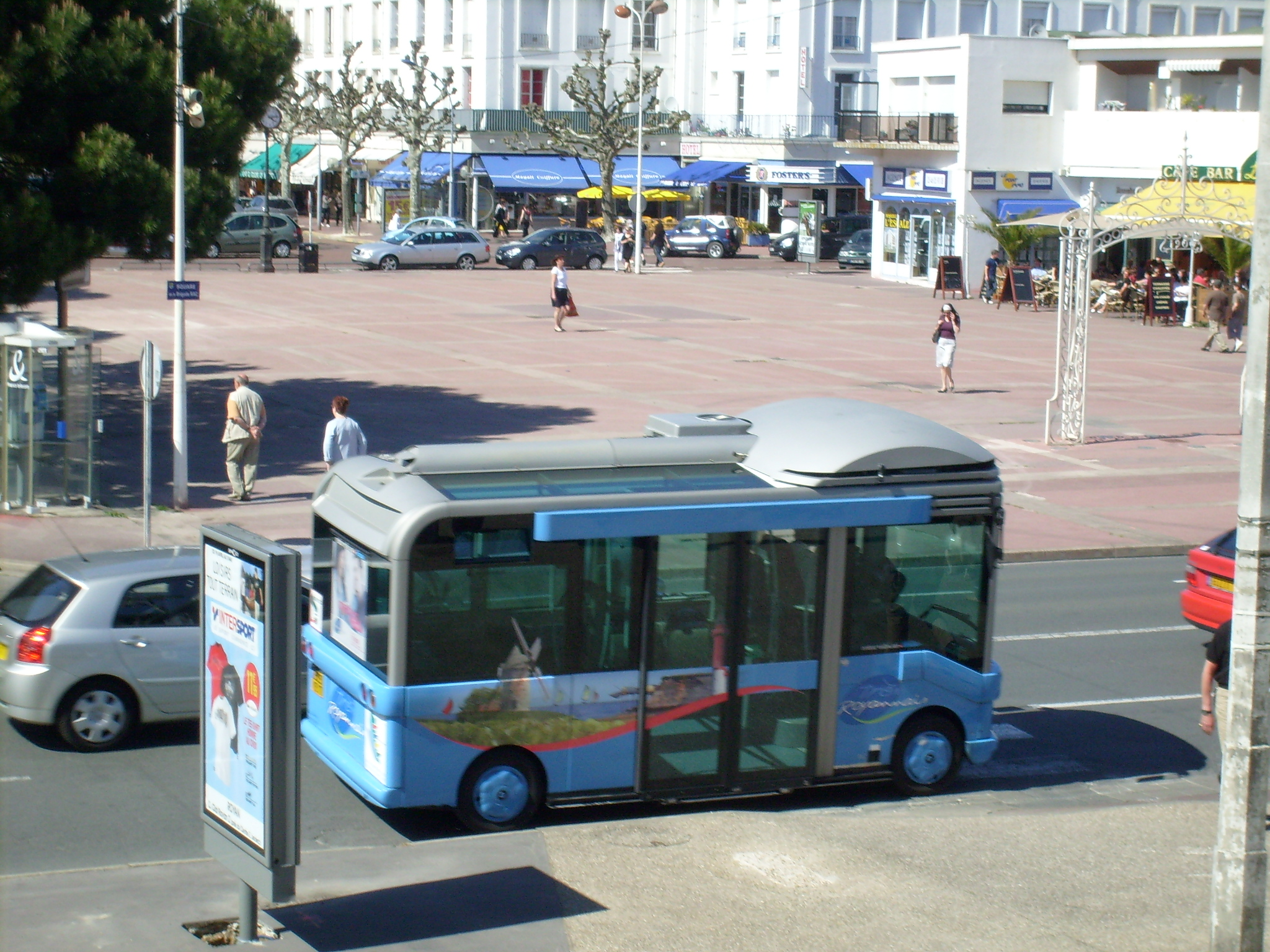
Un minibus aux couleurs de l'ancien réseau « Très Royannais » près de l’arrêt Charles-de-Gaulle à Royan en 2008.

La création d’un réseau de transports urbains plus moderne à Royan est envisagée dès 2005. Prévu pour démarrer au 1er septembre 2005, il souffre de quelques retards et n’est finalement lancé que le 2 janvier 2006 sous le nom de « Très Royannais ». Alors en phase expérimentale, le réseau ne couvre à cette époque qu’un territoire très limité : Royan et une partie de la commune voisine de Saint-Georges-de-Didonne – trois lignes urbaines, en transport régulier ou à la demande - soit un bassin de population d’à peu près 25 000 personnes. Son exploitation est confiée au groupe Keolis Littoral pour une durée de deux ans.
À l'issue du contrat de deux ans passé avec Keolis Littoral, l'exploitation du réseau est confiée au groupe Veolia Transport Royan Atlantique. Le changement intervient au début du mois de septembre 2008, avant une réorganisation et une extension du réseau à compter du 5 janvier 2009. C’est à cette date que le réseau est rebaptisé officiellement « Cara’Bus » (abréviation de Communauté d’agglomération Royan Atlantique Bus). De nouvelles lignes viennent desservir la plupart des communes de la proche périphérie (Vaux-sur-Mer, Saint-Palais-sur-Mer, Saint-Augustin, Saint-Sulpice-de-Royan, Meschers-sur-Gironde, Médis ou encore Saujon) ou de la grande banlieue (Breuillet, Étaules, Chaillevette, Arvert, La Tremblade, Semussac, Le Chay, Grézac ou encore Cozes).

Logo de 2009 à 2020
Logo depuis 2021

### Évolution
En 2012, la ligne 42 (transport à la demande) couvre pour la première fois une commune située hors du périmètre de la Communauté d’agglomération Royan Atlantique : la ville de Marennes, intimement liée aux communes de la presqu'île d'Arvert. Au mois de juillet de cette même année, un nouvel itinéraire (ligne 13) est mis en service afin de desservir les quartiers Nord de Royan (Maine-Geoffroy, Maine-Arnaud) et de Vaux-sur-Mer (Châtelard, La Roche) ainsi que le nouveau centre commercial « Val Lumière ». En revanche, certains arrêts jugés peu rentables sont parfois supprimés. Celui de Belmont, sur la commune de Médis (ligne 11) est ainsi supprimé le 6 juillet 2013.

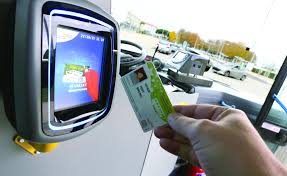
Nouveau valideur dans un autobus.

Des enquêtes sont menées régulièrement afin d’essayer d'améliorer la qualité des services. En 2010, 98 % des sondés considéraient la prestation offerte satisfaisante (chiffre tombé à 96,3 % en 2012). 92 % des personnes interrogées considéraient la sécurité à bord comme satisfaisante et 89,6 % appréciaient la facilité pour monter à bord. Malgré cela, la fréquence des passages est jugée insuffisante sur certaines lignes par 6,7 % des sondés. De fait, les autobus ne circulent que toutes les heures à Royan, et toutes les deux heures dans la grande banlieue, par exemple dans les secteurs de La Tremblade et de Saujon, pourtant densément peuplés.
Les horaires sont également parfois jugés inadaptés, notamment en soirée, les derniers autobus quittant la gare de Royan à 18 heures 30, empêchant une partie des actifs habitant en dehors de Royan d’utiliser Cara’Bus pour rentrer à leur domicile. De nouveaux horaires sont d'abord mis en service au mois de décembre 2013, mais ne couvrent que deux lignes « périphériques » de transports à la demande (ligne 41 : La Tremblade-Saujon-Cozes et ligne 42 : Marennes-Étaules) et font l’impasse sur Royan, épicentre de la vie économique locale. Les horaires sont alors étendus en juillet 2016 : un départ est ajouté à la gare de Royan à 19 heures 45 sur les lignes 10 à 14 (couvrant Saint-Georges-de-Didonne, Vaux-sur-Mer, Saint-Palais-sur-Mer et Saint-Sulpice-de-Royan), mais les lignes couvrant les bassins de vie de Saujon (ligne 23) et de La Tremblade (ligne 22), où se concentrent pourtant de nombreux actifs, ne sont pas encore concernées par cette mesure. Enfin, la localisation de certaines stations de bus est jugée insatisfaisante par 5,1 % des sondés et le prix des tickets est par ailleurs jugé trop élevé par 6,4 % des personnes interrogées.

#### Navette gratuite

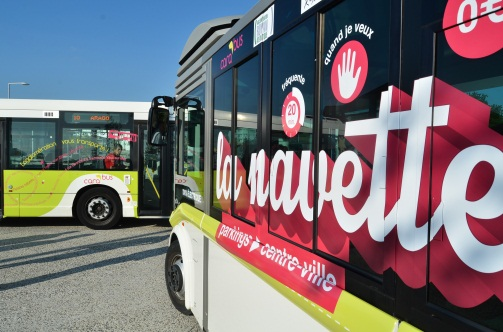
La navette gratuite Cara'bus a circulé dans Royan pendant l'été 2016.

Testée de fin juillet à début septembre 2016, une navette électrique gratuite et accessible aux PMR, a circulé du lundi au samedi dans Royan. Elle reliait les principaux parkings de la ville au centre-ville et aux plages. Simple d’utilisation (il suffisait de faire signe au conducteur), elle s’adressait aussi bien aux touristes qu’aux habitants.
En un mois et demi, la navette a transporté plus de 2 000 personnes. L'expérience n'a cependant pas été reconduite.

#### Modification des lignes 10, 11, 13 et 14
Le 8 juillet 2017, les lignes desservant le secteur de Vaux-sur-Mer, Saint-Sulpice-de-Royan et Saint-Georges-de-Didonne subissent des modifications:
- La ligne 10 dessert désormais la zone commerciale Royan 2, et son itinéraire est modifié en évitant l'avenue Louis Bouchet ;
- La ligne 11 ne dessert plus la zone commerciale Royan 2, et desservira le quartier Marne l'Yeuse, le rond-point Rhin et Danube, et effectuera son terminus à l'arrêt "Cordouan" ;
- La ligne 13 ne dessert plus les arrêts "Châtelard" et "La Roche" (qui seront desservis uniquement par les lignes scolaires), et desservira en heure de pointe les arrêts "Val Lumière" et "Grosse Pierre" ;
- La ligne 14 change de terminus, passant de "Joliot Curie" à "Cordouan".

Ci-dessous, le réseau de bus avant la refonte du 12 avril 2021:

#### Réorganisation du réseau
Le 12 avril 2021, dans le cadre de la délégation de service public (DSP) attribuée au groupement Transdev Royan Atlantique - Transdev Express Sud-Ouest - Météreau et entrée en vigueur le 1er janvier 2020, l'ensemble du réseau est réorganisé. Les lignes régulières seront désormais numérotées de 1 à 9, et les lignes estivales seront désormais au nombre de cinq, numérotées de 31 à 35. De plus, les lignes fonctionnent du Lundi au Samedi jusqu'à 21h00 (contre 18h30 auparavant). Les lignes régulières sont organisées de la manière suivante:
- Les lignes dites "fortes" (numérotées de 1 à 3), desservant entre autres Royan, Saint-Palais-sur-Mer et Saint-Georges-de-Didonne, voient leur fréquence de passage renforcée, avec un passage toutes les 30 minutes (contre un par heure auparavant) ;
- Les lignes dites "de proximité" (numérotées de 4 à 9), desservent quand à elles Royan et les communes alentours, avec au moins 6 allers-retours par jour ;
- La création de la ligne Express 6+, permettant de relier La Tremblade à Royan en 40 minutes.

De plus, le service de transport à la demande évolue lui aussi, passant d'un système de réservation réparti sur 3 lignes avec un itinéraire prédéfini, à un système réparti en 4 zones (numérotées de 20 à 23), permettant ainsi de relier les communes non desservies par les lignes régulières aux arrêts desservis par ces dernières. 

#### Modifications ultérieures à la réorganisation du réseau
L'année 2022 est marquée par plusieurs modifications sur le réseau. Le 28 mars 2022, la ligne 3 voit son terminus modifié, passant de "Platane" à "Notre Dame", et desservant désormais les arrêts "Hélios" et "5 Janvier". Le 2 mai 2022, plusieurs lignes régulières subissent des changements :
- La ligne 2 dessert désormais la zone commerciale de Belmont ;
- La ligne 5 voit son terminus modifié, passant de "Etrade" (à Arvert) à  "Eglise" (situé aux Mathes), dessert désormais l'arrêt "Léon Nicolle" les matins, après-midis et les Mercredis midis, et se voit ajouter 3 courses ;
- Les lignes 6 et Express 6+ fusionnent, dû à la fréquentation peu élevée de la ligne Express, et, en contrepartie, la ligne 6 dessert désormais La Tremblade plus fréquemment ;
- La ligne 7 voit son itinéraire modifié dans la commune de Saujon, et dessert désormais 11 arrêts au sein de celle-ci[11].

De plus, le 8 juillet 2022, l'offre de transport estivale est réorganisée :
- Les lignes 33, 35 et le TAD Eté sont supprimés, en raison d'une fréquentation trop faible ;
- La ligne 5 est prolongée entre l'arrêt "Eglise" (situé aux Mathes) et les parcs Indian Forest et Luna Park, et voit son service prolongé jusqu'à minuit ;
- La ligne 30 voit le jour, fonctionnant en juillet et août uniquement, du lundi au dimanche et reliant le zoo de La Palmyre aux campings de La Fouasse, en desservant les parcs Indian Forest et Luna Park ;
- La ligne 31, fonctionnant des vacances de Pâques au mois de septembre, du lundi au dimanche, relie la gare de Royan au port de La Palmyre, en passant par les plages de Saint-Palais-sur-Mer et Vaux-sur-Mer ;
- La ligne 32, fonctionnant des vacances de Pâques au mois de septembre, du lundi au dimanche, relie la gare de Royan à Talmont-sur-Gironde. Elle dessert également Mortagne-sur-Gironde et son port, à raison de 3 allers-retours par jour ;
- La ligne 33 voit le jour, fonctionnant en juillet et août uniquement, du lundi au dimanche et reliant Montsouci à La Palmyre, en desservant le parc de loisirs Luna Park, les plages de La Bouverie et le vieux phare de La Coubre, entre autres lieux.

Enfin, au mois de Septembre, les lignes scolaires sont modifiées, notamment celles desservant les collèges Zola et Dunant, où leurs offres sont optimisées.
En 2023, l'offre de transport estivale est une nouvelle fois modifiée:
- Les lignes 2, 4 et 6 changent leurs itinéraires et passent désormais par l'Avenue du Québec à Royan ;
- La ligne 5 voit sa section entre "Eglise" et "Indian Forest" supprimée ;
- La ligne 30 dessert désormais les arrêts "Grève" et "Port" à La Tremblade ;
- La ligne 32 voit son itinéraire modifié, en passant par le front de mer à Royan et Saint-Georges-de-Didonne
- La ligne 33 se voit supprimer l'arrêt "Vieux Phare" (situé à La Tremblade) et dessert l'arrêt "Hippodrome" (situé aux Mathes).

### Mise en accessibilité du réseau
Dans le cadre du Schéma d’accessibilité aux transports (SDAT), certains arrêts sont mis en conformité pour les personnes à mobilité réduite. Les quais sont ainsi rehaussés d’une vingtaine de centimètres afin de faciliter le déplacement des personnes en situation de handicap mais aussi des poussettes pour les enfants en bas âge. Des aménagements (dalles « podotactiles ») pour les personnes malvoyantes sont progressivement mis en place. À terme, ce sont 290 arrêts du réseau qui devraient être aménagés.
En décembre 2015, 152 arrêts étaient mis en accessibilité
De même, tous les véhicules des lignes 10 à 14 et des lignes estivales sont accessibles aux personnes à mobilité réduite (PMR), ainsi qu’au-moins un véhicule sur chacune des lignes 21 à 25.

### «Cara’bus» en chiffres
Globalement, la modernisation du réseau de transports urbains de l’agglomération de Royan se traduit par une hausse importante et continue du nombre de passagers depuis sa mise en service. En 2012, la fréquentation a atteint 945 320 passagers, soit une augmentation de 9 % par rapport à l’année précédente (654 000 passagers) et 22 % de plus par rapport à 2009. En 2011, les lignes les plus fréquentées étaient la 12 (Saint-Georges-de-Didonne-Saint-Palais-sur-Mer, avec 106 021 passagers ; +16,6 % par rapport à 2011) qui représentait 10 % des voyages, suivie de la 22 (Royan-La Tremblade, avec 68 788 passagers ; +21 % par rapport à 2011), laquelle dessert un territoire très urbanisé. La ligne 11 (Royan-Saint-Sulpice-de-Royan) arrivait en troisième position avec 51 999 passagers et 15 % de fréquentation en plus par rapport à 2011, suivie de la ligne 23 (Royan-Saujon) avec 47 085 passagers et une augmentation de 16,7 % par rapport à l’année précédente.

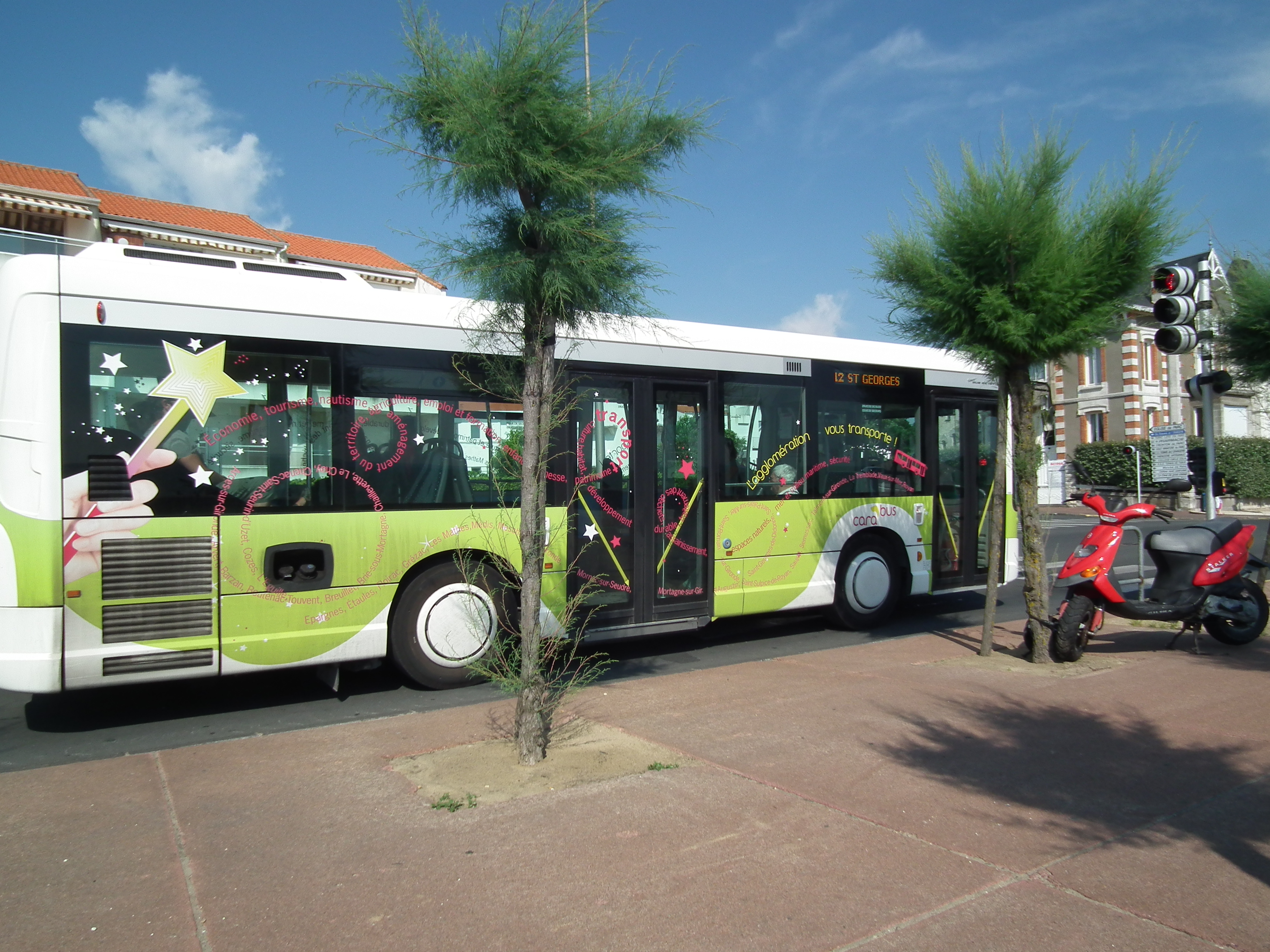
Autobus à l'arrêt à la station « Le Lido » dans le quartier du Parc, à Royan.

Les jeunes sont de plus en plus nombreux à emprunter les transports urbains de l’agglomération, le nombre de détenteurs du « pass annuel jeunes » ayant augmenté de 66 %. Un service d’alerte par SMS et par mail a été mis en place au mois d’avril 2012 afin de tenir les usagers au courant d’éventuels problèmes (circulation, météo, etc.) ou d’opérations commerciales. Depuis juillet 2016, « Cara’bus » s’est ouvert aux réseaux sociaux (Facebook et Twitter).
En février 2016, à la demande des habitants de Saujon, la deuxième commune la plus peuplée de la CARA, une nouvelle ligne de bus est mise en service. Elle relie les lieux stratégiques de la commune (thermes, piscine, grandes surfaces…) et assure des correspondances avec les trains et les bus de la ligne 23 en gare de Saujon. Testée de fin juillet à début septembre 2016, une navette électrique gratuite et accessible aux PMR a circulé du lundi au samedi dans Royan. Elle reliait les principaux sites de la ville.
Le réseau Cara’Bus utilise onze véhicules placés sous la supervision de Transdev Royan Atlantique et quarante-deux véhicules placés sous la supervision de la SEMAAAS dans le cadre d’un contrat de sous-traitance. Ce sont essentiellement des navettes de bus (type Irisbus Crossway), des midibus (type Heuliez GX 127) et des minibus (type Gruau Microbus et Renault Master Dietrich Noventis 420). Le personnel est composé de vingt-quatre salariés (Transdev) et de quarante-trois employés (SEMAAAS).
Voyager sur le réseau Cara’Bus requiert soit un ticket unitaire (1,60€ en 2016), soit un pass (à la journée, à la semaine, au mois ou à l’année). Leur prix varie en fonction de l’âge et des ressources (pass normal, pass jeune, pass solidaire, pass senior, pass senior non imposable). En novembre 2015, la billettique « Cara’bus » qui était obsolète a été remplacée, intégrant la présence de code QR sur les tickets de bus vendus par les conducteurs, ce qui permet d’enregistrer plus facilement les correspondances des voyageurs qui valident maintenant leur ticket à chaque changement de bus.

## Réseau actuel
Le réseau est composé de:

Service bus.

- 9 lignes urbaines qui desservent les principales communes de la Communauté d’Agglomération Royan Atlantique, dont : 
  - 3 lignes fortes (numérotées de 1 à 3) ;
  - 6 lignes principales (numérotées de 4 à 9).
- 4 lignes estivales qui relient Royan aux principales plages et aux sites touristiques de la CARA (numérotées de 30 à 33).
- 45 lignes du réseau secondaire, à destination des établissements scolaires, sont accessibles à tous. Elles circulent pendant la période scolaire, du lundi au vendredi (numérotées de 102 à 322).
- 12 navettes reliant principalement la gare aux établissements scolaires de royan (collèges et lycées). Ces navettes sont accessibles à tous et circulent en période scolaire du lundi au vendredi (numérotées de 501 à 512)

### Lignes urbaines

#### Lignes fortes
| Ligne | Caractéristiques | Caractéristiques                                                    | Caractéristiques                                                    | Caractéristiques                                                    | Caractéristiques                                                    | Caractéristiques                                                    | Caractéristiques                                                    | Caractéristiques                                                    | Caractéristiques                                                    |
| 1     | Saint-Georges-de-Didonne – Parasols ⥋ Saint-Palais-sur-Mer – Vallet | Saint-Georges-de-Didonne – Parasols ⥋ Saint-Palais-sur-Mer – Vallet | Saint-Georges-de-Didonne – Parasols ⥋ Saint-Palais-sur-Mer – Vallet | Saint-Georges-de-Didonne – Parasols ⥋ Saint-Palais-sur-Mer – Vallet | Saint-Georges-de-Didonne – Parasols ⥋ Saint-Palais-sur-Mer – Vallet | Saint-Georges-de-Didonne – Parasols ⥋ Saint-Palais-sur-Mer – Vallet | Saint-Georges-de-Didonne – Parasols ⥋ Saint-Palais-sur-Mer – Vallet | Saint-Georges-de-Didonne – Parasols ⥋ Saint-Palais-sur-Mer – Vallet | Saint-Georges-de-Didonne – Parasols ⥋ Saint-Palais-sur-Mer – Vallet |
| ----- | --- | ------------------------------------------------------------------- | ------------------------------------------------------------------- | ------------------------------------------------------------------- | ------------------------------------------------------------------- | ------------------------------------------------------------------- | ------------------------------------------------------------------- | ------------------------------------------------------------------- | ------------------------------------------------------------------- |
| 1     | Ouverture / Fermeture 12 avril 2021 / — | Longueur —                                                          | Durée 55 min                                                        | Nb. d’arrêts 35                                                     | Matériel Standard LE Midibus                                        | Jours de fonctionnement L, Ma, Me, J, V, S                          | Jour / Soir / Nuit / Fêtes O / O / N / N                            | Voy. / an —                                                         | Exploitant Transdev Royan Atlantique                                |
| 1     | Desserte : - Communes et lieux desservis : Saint-Georges-de-Didonne, Royan, Vaux-sur-Mer, Saint-Palais-sur-Mer - Gares desservies : Royan |                                                                     |                                                                     |                                                                     |                                                                     |                                                                     |                                                                     |                                                                     |                                                                     |
| 1     | Autre : - Amplitude horaire et fréquence : - Période scolaire (de Septembre à Juin), du Lundi au Samedi : La ligne fonctionne de 7h35 à 20h00, avec un passage toutes les 30 minutes. - Période estivale (de Juillet à Août), du Lundi au Samedi : La ligne fonctionne de 7h35 à 0h00, avec un passage toutes les 30 minutes. - Particularités : - En période estivale, les deux derniers départs ne sont effectués que de début juillet à mi-août. - Arrêts non accessibles aux PMR : Maréchal Juin, Malakoff. |                                                                     |                                                                     |                                                                     |                                                                     |                                                                     |                                                                     |                                                                     |                                                                     |
| 1     | Dernière actualisation : 14 août 2025 |                                                                     |                                                                     |                                                                     |                                                                     |                                                                     |                                                                     |                                                                     |                                                                     |
| 2     | Vaux-sur-Mer – Grosse Pierre ⥋ Médis – Aérodrome / Belmont | Vaux-sur-Mer – Grosse Pierre ⥋ Médis – Aérodrome / Belmont          | Vaux-sur-Mer – Grosse Pierre ⥋ Médis – Aérodrome / Belmont          | Vaux-sur-Mer – Grosse Pierre ⥋ Médis – Aérodrome / Belmont          | Vaux-sur-Mer – Grosse Pierre ⥋ Médis – Aérodrome / Belmont          | Vaux-sur-Mer – Grosse Pierre ⥋ Médis – Aérodrome / Belmont          | Vaux-sur-Mer – Grosse Pierre ⥋ Médis – Aérodrome / Belmont          | Vaux-sur-Mer – Grosse Pierre ⥋ Médis – Aérodrome / Belmont          | Vaux-sur-Mer – Grosse Pierre ⥋ Médis – Aérodrome / Belmont          |
| 2     | Ouverture / Fermeture 12 avril 2021 / — | Longueur —                                                          | Durée 40 min                                                        | Nb. d’arrêts 26                                                     | Matériel Minibus Midibus                                            | Jours de fonctionnement L, Ma, Me, J, V, S                          | Jour / Soir / Nuit / Fêtes O / O / N / N                            | Voy. / an —                                                         | Exploitant Transdev Royan Atlantique                                |
| 2     | Desserte : - Communes et lieux desservis : Vaux-sur-Mer, Royan, Médis - Gares desservies : Royan |                                                                     |                                                                     |                                                                     |                                                                     |                                                                     |                                                                     |                                                                     |                                                                     |
| 2     | Autre : - Amplitude horaire et fréquence : - Période scolaire (de septembre à juin), du Lundi au Samedi : La ligne fonctionne de 7h40 à 19h55, avec un passage toutes les 30 minutes. - Période estivale (de juillet à août), du Lundi au Samedi : La ligne fonctionne de 7h40 à 23h55, avec un passage toutes les 30 minutes. - Particularités : - L'arrêt "Aérodrome" n'est desservi que du 26 août au 28 septembre 2024 et du 5 avril au 8 juillet 2025 inclus, par 4 courses entre 8h40 et 16h45. - En période estivale, les deux derniers départs ne sont effectués que de début juillet à mi-août. - Arrêts non accessibles aux PMR : Courtot, Reine, Billois, Branly, Belmont, Aérodrome. |                                                                     |                                                                     |                                                                     |                                                                     |                                                                     |                                                                     |                                                                     |                                                                     |
| 2     | Dernière actualisation : 14 août 2025 |                                                                     |                                                                     |                                                                     |                                                                     |                                                                     |                                                                     |                                                                     |                                                                     |
| 3     | Royan – Notre-Dame ⥋ Royan – Gare / Royan – Cordouan | Royan – Notre-Dame ⥋ Royan – Gare / Royan – Cordouan                | Royan – Notre-Dame ⥋ Royan – Gare / Royan – Cordouan                | Royan – Notre-Dame ⥋ Royan – Gare / Royan – Cordouan                | Royan – Notre-Dame ⥋ Royan – Gare / Royan – Cordouan                | Royan – Notre-Dame ⥋ Royan – Gare / Royan – Cordouan                | Royan – Notre-Dame ⥋ Royan – Gare / Royan – Cordouan                | Royan – Notre-Dame ⥋ Royan – Gare / Royan – Cordouan                | Royan – Notre-Dame ⥋ Royan – Gare / Royan – Cordouan                |
| 3     | Ouverture / Fermeture 12 avril 2021 / — | Longueur —                                                          | Durée 15-30 min                                                     | Nb. d’arrêts 19                                                     | Matériel Minibus Midibus                                            | Jours de fonctionnement L, Ma, Me, J, V, S                          | Jour / Soir / Nuit / Fêtes O / O / N / N                            | Voy. / an —                                                         | Exploitant Transdev Royan Atlantique                                |
| 3     | Desserte : - Communes et lieux desservis : Royan - Gares desservies : Royan |                                                                     |                                                                     |                                                                     |                                                                     |                                                                     |                                                                     |                                                                     |                                                                     |
| 3     | Autre : - Amplitude horaire et fréquence : - Période scolaire (de septembre à juin), du lundi au samedi : La ligne fonctionne de 7h50 à 18h45, avec un passage toutes les 30 minutes. - Période estivale (de juillet à août), du lundi au samedi : La ligne fonctionne de 7h50 à 23h15, avec un passage toutes les 30 minutes. - Particularités : - Une course sur deux est terminus "Cordouan". - En période estivale, les deux derniers départs ne sont effectués que de début Juillet à mi-Août. - Arrêts non accessibles aux PMR : Platanes, Eglise Parc, Orangerie, Squash, Cordouan. |                                                                     |                                                                     |                                                                     |                                                                     |                                                                     |                                                                     |                                                                     |                                                                     |
| 3     | Dernière actualisation : 14 août 2025 |                                                                     |                                                                     |                                                                     |                                                                     |                                                                     |                                                                     |                                                                     |                                                                     |

#### Lignes principales
| Ligne | Caractéristiques | Caractéristiques                                                                            | Caractéristiques                                                                            | Caractéristiques                                                                            | Caractéristiques                                                                            | Caractéristiques                                                                            | Caractéristiques                                                                            | Caractéristiques                                                                            | Caractéristiques                                                                            |
| 4     | Royan – Cordouan ⥋ Saint-Sulpice-de-Royan – Centre / Grand Aubat (à la demande) | Royan – Cordouan ⥋ Saint-Sulpice-de-Royan – Centre / Grand Aubat (à la demande)             | Royan – Cordouan ⥋ Saint-Sulpice-de-Royan – Centre / Grand Aubat (à la demande)             | Royan – Cordouan ⥋ Saint-Sulpice-de-Royan – Centre / Grand Aubat (à la demande)             | Royan – Cordouan ⥋ Saint-Sulpice-de-Royan – Centre / Grand Aubat (à la demande)             | Royan – Cordouan ⥋ Saint-Sulpice-de-Royan – Centre / Grand Aubat (à la demande)             | Royan – Cordouan ⥋ Saint-Sulpice-de-Royan – Centre / Grand Aubat (à la demande)             | Royan – Cordouan ⥋ Saint-Sulpice-de-Royan – Centre / Grand Aubat (à la demande)             | Royan – Cordouan ⥋ Saint-Sulpice-de-Royan – Centre / Grand Aubat (à la demande)             |
| ----- | --- | ------------------------------------------------------------------------------------------- | ------------------------------------------------------------------------------------------- | ------------------------------------------------------------------------------------------- | ------------------------------------------------------------------------------------------- | ------------------------------------------------------------------------------------------- | ------------------------------------------------------------------------------------------- | ------------------------------------------------------------------------------------------- | ------------------------------------------------------------------------------------------- |
| 4     | Ouverture / Fermeture 12 avril 2021 / — | Longueur —                                                                                  | Durée 20-30 min                                                                             | Nb. d’arrêts 29                                                                             | Matériel Midibus                                                                            | Jours de fonctionnement L, Ma, Me, J, V, S                                                  | Jour / Soir / Nuit / Fêtes O / O / N / N                                                    | Voy. / an —                                                                                 | Exploitant Transdev Royan Atlantique                                                        |
| 4     | Desserte : - Communes et lieux desservis : Royan, Saint-Sulpice-de-Royan, L'Eguille - Gares desservies : Royan |                                                                                             |                                                                                             |                                                                                             |                                                                                             |                                                                                             |                                                                                             |                                                                                             |                                                                                             |
| 4     | Autre : - Amplitude horaire et fréquence : - Période scolaire (de Septembre à Juin), du lundi au samedi : La ligne fonctionne de 7h45 à 18h50, avec un passage toutes les 60 minutes environ. - Période estivale (de Juillet à Août), du lundi au samedi : La ligne fonctionne de 7h45 à 23h50, avec un passage toutes les 60 minutes environ. - Particularités en période scolaire : - La course de 11h45 au départ de "Centre" et la course de 12h10 effectuent leur terminus et départ à la Gare de Royan. - Les arrêts entre "Centre" et "Grand Aubat" ne sont desservis qu'à la demande par la dernière course de 18h20 au départ de "Cordouan" uniquement les lundis, mardis, jeudis et vendredis en période scolaire. - Particularités en période estivale : - La course de 13h00 au départ de "Centre" et la course de 13h30 effectuent leur terminus et départ à la Gare de Royan. - Les deux derniers départs ne sont effectués que de début juillet à mi-août. - Arrêts non accessibles aux PMR : Cordouan, Joliot-Curie, Marne, Clos du Maine, Pitorie, Coquelicots, ZA, Eiffel, Breuille, Grolier, Crèche, Petit Aubat. |                                                                                             |                                                                                             |                                                                                             |                                                                                             |                                                                                             |                                                                                             |                                                                                             |                                                                                             |
| 4     | Dernière actualisation : 14 août 2025 |                                                                                             |                                                                                             |                                                                                             |                                                                                             |                                                                                             |                                                                                             |                                                                                             |                                                                                             |
| 5     | Arvert – Halle / Les Mathes – Eglise / Indian Forest (en période estivale) ⥋ Royan – Gare | Arvert – Halle / Les Mathes – Eglise / Indian Forest (en période estivale) ⥋ Royan – Gare   | Arvert – Halle / Les Mathes – Eglise / Indian Forest (en période estivale) ⥋ Royan – Gare   | Arvert – Halle / Les Mathes – Eglise / Indian Forest (en période estivale) ⥋ Royan – Gare   | Arvert – Halle / Les Mathes – Eglise / Indian Forest (en période estivale) ⥋ Royan – Gare   | Arvert – Halle / Les Mathes – Eglise / Indian Forest (en période estivale) ⥋ Royan – Gare   | Arvert – Halle / Les Mathes – Eglise / Indian Forest (en période estivale) ⥋ Royan – Gare   | Arvert – Halle / Les Mathes – Eglise / Indian Forest (en période estivale) ⥋ Royan – Gare   | Arvert – Halle / Les Mathes – Eglise / Indian Forest (en période estivale) ⥋ Royan – Gare   |
| 5     | Ouverture / Fermeture 12 avril 2021 / — | Longueur —                                                                                  | Durée 30-40 min                                                                             | Nb. d’arrêts 25                                                                             | Matériel Standard LE (été) Autocar                                                          | Jours de fonctionnement L, Ma, Me, J, V, S                                                  | Jour / Soir / Nuit / Fêtes O / O / N / N                                                    | Voy. / an —                                                                                 | Exploitant TESO Royan                                                                       |
| 5     | Desserte : - Communes et lieux desservis : Arvert, Les Mathes, Étaules, Saint-Augustin, Saint-Palais-sur-Mer, Vaux-sur-Mer, Royan - Gares desservies : Royan |                                                                                             |                                                                                             |                                                                                             |                                                                                             |                                                                                             |                                                                                             |                                                                                             |                                                                                             |
| 5     | Autre : - Amplitude horaire et fréquence : - Période scolaire (de Septembre à Juin), du Lundi au Samedi : La ligne fonctionne de 7h20 à 19h10, avec 8 allers-retours par jours. - Période estivale (de Juillet à Août), du Lundi au Samedi : La ligne fonctionne de 7h30 à 0h10, avec 9 allers-retours par jours. - Particularités en période scolaire : - La course de 8h30 au départ de "Léon Nicolle" n'est effectuée que du lundi au vendredi en période scolaire uniquement. - La course de 12h30 au départ de "Eglise" et la course de 13h10 au départ de la Gare de Royan ne sont effectuées que les Mercredis en période scolaire uniquement. - Les arrêts "Halle" et "Léon Nicolle" ne sont desservis que 3 fois par jour, du lundi au samedi toute l'année. - Particularités en période estivale : - Les Samedis en période estivale, un doublage est proposé en raison d'une forte fréquentation (Ligne 5D ST AUGUSTIN - Yeuse <> ROYAN - Gare). - En direction de la Gare de Royan, les courses de 7h30 et 9h30 effectuent leur départ depuis l'arrêt "Eglise". - En direction de "Indian Forest", la course de 8h10 est limitée à l'arrêt "Eglise". - Arrêts non accessibles aux PMR : Indian Forest, Valdotains, Les Mathes - Cimetière, Passe, Yeuse, Breuils, Gois, Source, |                                                                                             |                                                                                             |                                                                                             |                                                                                             |                                                                                             |                                                                                             |                                                                                             |                                                                                             |
| 5     | Dernière actualisation : 14 août 2025 |                                                                                             |                                                                                             |                                                                                             |                                                                                             |                                                                                             |                                                                                             |                                                                                             |                                                                                             |
| 6     | La Tremblade – Ronce Casino ⥋ Royan – Gare | La Tremblade – Ronce Casino ⥋ Royan – Gare                                                  | La Tremblade – Ronce Casino ⥋ Royan – Gare                                                  | La Tremblade – Ronce Casino ⥋ Royan – Gare                                                  | La Tremblade – Ronce Casino ⥋ Royan – Gare                                                  | La Tremblade – Ronce Casino ⥋ Royan – Gare                                                  | La Tremblade – Ronce Casino ⥋ Royan – Gare                                                  | La Tremblade – Ronce Casino ⥋ Royan – Gare                                                  | La Tremblade – Ronce Casino ⥋ Royan – Gare                                                  |
| 6     | Ouverture / Fermeture 12 avril 2021 / — | Longueur —                                                                                  | Durée 55 min                                                                                | Nb. d’arrêts 31                                                                             | Matériel Autocar                                                                            | Jours de fonctionnement L, Ma, Me, J, V, S                                                  | Jour / Soir / Nuit / Fêtes O / O / N / N                                                    | Voy. / an —                                                                                 | Exploitant TESO Royan                                                                       |
| 6     | Desserte : - Communes et lieux desservis : La Tremblade, Arvert, Étaules, Chaillevette, Breuillet, Vaux-sur-Mer, Royan - Gares desservies : Royan |                                                                                             |                                                                                             |                                                                                             |                                                                                             |                                                                                             |                                                                                             |                                                                                             |                                                                                             |
| 6     | Autre : - Amplitude horaire et fréquence : - Période scolaire (de septembre à juin), du lundi au samedi : La ligne fonctionne de 7h00 à 19h25, avec 7 allers-retours par jours. - Période estivale (de juillet à août), du lundi au samedi : La ligne fonctionne de 7h00 à 22h25, avec 8-9 allers-retours par jours. - Arrêts non accessibles aux PMR : Etrade, Sorignet (en direction de Ronce Casino), Cimetière, Lotissement Simandière, Source, Taupignac (en direction de "Ronce Casino"). |                                                                                             |                                                                                             |                                                                                             |                                                                                             |                                                                                             |                                                                                             |                                                                                             |                                                                                             |
| 6     | Dernière actualisation : 14 août 2025 |                                                                                             |                                                                                             |                                                                                             |                                                                                             |                                                                                             |                                                                                             |                                                                                             |                                                                                             |
| 7     | Saujon – Richelieu ⥋ Royan – Gare | Saujon – Richelieu ⥋ Royan – Gare                                                           | Saujon – Richelieu ⥋ Royan – Gare                                                           | Saujon – Richelieu ⥋ Royan – Gare                                                           | Saujon – Richelieu ⥋ Royan – Gare                                                           | Saujon – Richelieu ⥋ Royan – Gare                                                           | Saujon – Richelieu ⥋ Royan – Gare                                                           | Saujon – Richelieu ⥋ Royan – Gare                                                           | Saujon – Richelieu ⥋ Royan – Gare                                                           |
| 7     | Ouverture / Fermeture 12 avril 2021 / — | Longueur —                                                                                  | Durée 40 min                                                                                | Nb. d’arrêts 22                                                                             | Matériel Standard LE Autocar                                                                | Jours de fonctionnement L, Ma, Me, J, V, S                                                  | Jour / Soir / Nuit / Fêtes O / O / N / N                                                    | Voy. / an —                                                                                 | Exploitant TESO Royan                                                                       |
| 7     | Desserte : - Communes et lieux desservis : Saujon, Médis, Royan - Gares desservies : Saujon, Royan |                                                                                             |                                                                                             |                                                                                             |                                                                                             |                                                                                             |                                                                                             |                                                                                             |                                                                                             |
| 7     | Autre : - Amplitude horaire et fréquence : - Période scolaire (de Septembre à Juin), du Lundi au Samedi : La ligne fonctionne de 7h20 à 19h10, avec 9 allers-retours par jours. - Période estivale (de Juillet à Août), du Lundi au Samedi : La ligne fonctionne de 7h20 à 22h10, avec 9 allers-retours par jours. - Particularités en période scolaire : - La course de 8h25 au départ de "Richelieu" et la course de 9h10 au départ de la Gare de Royan ne sont effectuées que du Lundi au Vendredi en période scolaire uniquement. - La course de 12h50 au départ de "Richelieu" et la course de 13h30 au départ de la Gare de Royan ne sont effectuées que les Mercredis en période scolaire uniquement. - La course de 8h10 au départ de la Gare de Royan ne dessert l'arrêt "Sainte-Marie" uniquement du Lundi au Vendredi en période scolaire. - La course de 13h30 au départ de la Gare de Royan ne dessert l'arrêt "Cordouan" uniquement les Mercredis en période scolaire. - Arrêts non accessibles aux PMR : Richelieu, Thermes, CCAS, Palissy, Lavoisier (desservi uniquement en direction de la Gare de Royan), Robinière (desservi uniquement en direction de la Gare de Royan), Libération, Cordouan (uniquement en direction de "Richelieu"). |                                                                                             |                                                                                             |                                                                                             |                                                                                             |                                                                                             |                                                                                             |                                                                                             |                                                                                             |
| 7     | Dernière actualisation : 14 août 2025 |                                                                                             |                                                                                             |                                                                                             |                                                                                             |                                                                                             |                                                                                             |                                                                                             |                                                                                             |
| 8     | Royan – Gare ⥋ Cozes – Gare / Cozes – Primaire / Boutenac-Touvent – Mairie (à la demande) | Royan – Gare ⥋ Cozes – Gare / Cozes – Primaire / Boutenac-Touvent – Mairie (à la demande)   | Royan – Gare ⥋ Cozes – Gare / Cozes – Primaire / Boutenac-Touvent – Mairie (à la demande)   | Royan – Gare ⥋ Cozes – Gare / Cozes – Primaire / Boutenac-Touvent – Mairie (à la demande)   | Royan – Gare ⥋ Cozes – Gare / Cozes – Primaire / Boutenac-Touvent – Mairie (à la demande)   | Royan – Gare ⥋ Cozes – Gare / Cozes – Primaire / Boutenac-Touvent – Mairie (à la demande)   | Royan – Gare ⥋ Cozes – Gare / Cozes – Primaire / Boutenac-Touvent – Mairie (à la demande)   | Royan – Gare ⥋ Cozes – Gare / Cozes – Primaire / Boutenac-Touvent – Mairie (à la demande)   | Royan – Gare ⥋ Cozes – Gare / Cozes – Primaire / Boutenac-Touvent – Mairie (à la demande)   |
| 8     | Ouverture / Fermeture 12 avril 2021 / — | Longueur —                                                                                  | Durée 30-35 min                                                                             | Nb. d’arrêts 25                                                                             | Matériel Autocar                                                                            | Jours de fonctionnement L, Ma, Me, J, V, S                                                  | Jour / Soir / Nuit / Fêtes O / O / N / N                                                    | Voy. / an —                                                                                 | Exploitant Autocars Météreau                                                                |
| 8     | Desserte : - Communes et lieux desservis : Royan, Saint-Georges-de-Didonne, Semussac, Cozes, Epargnes, Chenac-Saint-Seurin-d'Uzet, Mortagne-sur-Gironde, Boutenac-Touvent - Gares desservies : Cozes, Royan |                                                                                             |                                                                                             |                                                                                             |                                                                                             |                                                                                             |                                                                                             |                                                                                             |                                                                                             |
| 8     | Autre : - Amplitude horaire et fréquence : - Période scolaire (de Septembre à Juillet), du Lundi au Samedi : La ligne fonctionne de 7h25 à 19h00, avec 7-8 allers-retours par jours. - Période estivale (de Juillet à Août), du Lundi au Samedi : La ligne fonctionne de 7h30 à 22h00, avec 7 à 9 allers-retours par jours. - Particularités en période scolaire : - En raison d'une forte fréquentation sur le premier tour en direction de Royan, un doublage est proposé du lundi au vendredi en période scolaire. (Ligne 8D Départ à 7:26 direction Royan Cordouan ne desservant que les arrêts situés à Cozes et Semussac) - La course de 12h30 au départ de "Primaire" et la course de 13h10 au départ de la Gare de Royan ne sont effectuées que les Mercredis en période scolaire uniquement. - La course de 7h30 au départ de "Primaire" ne dessert l'arrêt "Stade" uniquement les Samedis et du Lundi au Samedi en période de vacances scolaires, et ne dessert l'arrêt "Cordouan" uniquement du Lundi au Vendredi en période scolaire. - Les courses de 8h40 et 18h00 effectuent leur départ depuis la Gare de Cozes. - Les courses de 8h10 et 17h30 effectuent leur terminus à la Gare de Cozes. - Les arrêts entre "Primaire" et "Mairie" ne sont desservis qu'à la demande, et uniquement par la course de 18h30 au départ de la Gare de Royan, les lundis, mardis, jeudis et vendredis en période scolaire. - Particularités en période estivale : - Les courses de 8h10 et 17h30 au départ de la Gare de Royan effectuent leur terminus à la Gare de Cozes. - Les courses de 8h40 et de 18h00 en direction de la Gare de Royan sont au départ de la Gare de Cozes. - En direction de "Primaire", la course de 14h30 n'est effectuée que le Samedi. - Arrêts non accessibles aux PMR : Rivière (desservi uniquement en direction de "Primaire"), Groix, Cozes - Gare, Primaire, Garde, Petite Gorge, Vallons, Port, Rambaud, Gambetta, OT. |                                                                                             |                                                                                             |                                                                                             |                                                                                             |                                                                                             |                                                                                             |                                                                                             |                                                                                             |
| 8     | Dernière actualisation : 14 aout 2025 |                                                                                             |                                                                                             |                                                                                             |                                                                                             |                                                                                             |                                                                                             |                                                                                             |                                                                                             |
| 9     | Royan – Gare ⥋ Meschers-sur-Gironde – Longée / Arces-sur-Gironde – Brézillas (à la demande) | Royan – Gare ⥋ Meschers-sur-Gironde – Longée / Arces-sur-Gironde – Brézillas (à la demande) | Royan – Gare ⥋ Meschers-sur-Gironde – Longée / Arces-sur-Gironde – Brézillas (à la demande) | Royan – Gare ⥋ Meschers-sur-Gironde – Longée / Arces-sur-Gironde – Brézillas (à la demande) | Royan – Gare ⥋ Meschers-sur-Gironde – Longée / Arces-sur-Gironde – Brézillas (à la demande) | Royan – Gare ⥋ Meschers-sur-Gironde – Longée / Arces-sur-Gironde – Brézillas (à la demande) | Royan – Gare ⥋ Meschers-sur-Gironde – Longée / Arces-sur-Gironde – Brézillas (à la demande) | Royan – Gare ⥋ Meschers-sur-Gironde – Longée / Arces-sur-Gironde – Brézillas (à la demande) | Royan – Gare ⥋ Meschers-sur-Gironde – Longée / Arces-sur-Gironde – Brézillas (à la demande) |
| 9     | Ouverture / Fermeture 12 avril 2021 / — | Longueur —                                                                                  | Durée 30-35 min                                                                             | Nb. d’arrêts 21                                                                             | Matériel Autocar (été) Standard LE                                                          | Jours de fonctionnement L, Ma, Me, J, V, S                                                  | Jour / Soir / Nuit / Fêtes O / O / N / N                                                    | Voy. / an —                                                                                 | Exploitant TESO Royan                                                                       |
| 9     | Desserte : - Communes et lieux desservis : Royan, Saint-Georges-de-Didonne, Meschers-sur-Gironde, Talmont, Barzan, Arces-sur-Gironde - Gares desservies : Royan |                                                                                             |                                                                                             |                                                                                             |                                                                                             |                                                                                             |                                                                                             |                                                                                             |                                                                                             |
| 9     | Autre : - Amplitude horaire et fréquence : - Période scolaire (de Septembre à Juin), du Lundi au Samedi : La ligne fonctionne de 7h35 à 18h55, avec 7 allers-retours par jours. - Période estivale (de Juillet à Août), du Lundi au Samedi : La ligne fonctionne de 7h35 à 21h55, avec 7-8 allers-retours par jours. - Particularités en période scolaire : - Les courses de 7h35 et 8h35 au départ de "Longée" et la course de 8h10 au départ de la Gare de Royan ne desservent l'arrêt "Stade" uniquement les Samedis et du Lundi au Samedi en période de vacances scolaires, et ne desservent l'arrêt "Cordouan" uniquement du Lundi au Vendredi en période scolaire. - La course de 12h35 au départ de "Longée" et la course de 13h10 au départ de la Gare de Royan ne sont effectuées que les Mercredis en période scolaire uniquement. - Les arrêts entre "Longée" et "Brézillas" ne sont desservis qu'à la demande, et uniquement par la course de 18h30 au départ de la Gare de Royan, les lundis, mardis, jeudis et vendredis en période scolaire. - Arrêts non accessibles aux PMR : Langevin, Châta, Grottes (desservi uniquement en direction de "Longée"), Pompiers, Garnier, Anglade, Maison Neuve, Citadelle, Liboulas, Ribes (desservi uniquement en direction de la Gare de Royan). - Nouveauté : - Un nouvel arrêt sera desservi dès le 25 août 2025 situé entre les arrêts Cimetière et Birat et accessible aux PMR. |                                                                                             |                                                                                             |                                                                                             |                                                                                             |                                                                                             |                                                                                             |                                                                                             |                                                                                             |
| 9     | Dernière actualisation : 14 août 2025 |                                                                                             |                                                                                             |                                                                                             |                                                                                             |                                                                                             |                                                                                             |                                                                                             |                                                                                             |

### Lignes estivales
| Ligne | Caractéristiques | Caractéristiques                                                                    | Caractéristiques                                                                    | Caractéristiques                                                                    | Caractéristiques                                                                    | Caractéristiques                                                                    | Caractéristiques                                                                    | Caractéristiques                                                                    | Caractéristiques                                                                    |
| 30    | La Tremblade – Ronce Casino / Les Mathes – Indian Forest ⥋ Les Mathes – Palmyre Zoo | La Tremblade – Ronce Casino / Les Mathes – Indian Forest ⥋ Les Mathes – Palmyre Zoo | La Tremblade – Ronce Casino / Les Mathes – Indian Forest ⥋ Les Mathes – Palmyre Zoo | La Tremblade – Ronce Casino / Les Mathes – Indian Forest ⥋ Les Mathes – Palmyre Zoo | La Tremblade – Ronce Casino / Les Mathes – Indian Forest ⥋ Les Mathes – Palmyre Zoo | La Tremblade – Ronce Casino / Les Mathes – Indian Forest ⥋ Les Mathes – Palmyre Zoo | La Tremblade – Ronce Casino / Les Mathes – Indian Forest ⥋ Les Mathes – Palmyre Zoo | La Tremblade – Ronce Casino / Les Mathes – Indian Forest ⥋ Les Mathes – Palmyre Zoo | La Tremblade – Ronce Casino / Les Mathes – Indian Forest ⥋ Les Mathes – Palmyre Zoo |
| ----- | --- | ----------------------------------------------------------------------------------- | ----------------------------------------------------------------------------------- | ----------------------------------------------------------------------------------- | ----------------------------------------------------------------------------------- | ----------------------------------------------------------------------------------- | ----------------------------------------------------------------------------------- | ----------------------------------------------------------------------------------- | ----------------------------------------------------------------------------------- |
| 30    | Ouverture / Fermeture 12 avril 2021 / — | Longueur —                                                                          | Durée 20-45 min                                                                     | Nb. d’arrêts 17                                                                     | Matériel -                                                                          | Jours de fonctionnement L, Ma, Me, J, V, S, D                                       | Jour / Soir / Nuit / Fêtes O / O / N / O                                            | Voy. / an —                                                                         | Exploitant Transdev Express Sud Ouest Royan                                         |
| 30    | Desserte : - Communes et lieux desservis : La Tremblade, Arvert, Les Mathes - Gares desservies : Aucune |                                                                                     |                                                                                     |                                                                                     |                                                                                     |                                                                                     |                                                                                     |                                                                                     |                                                                                     |
| 30    | Autre : - Amplitude horaire et fréquence : - De Juillet à Août, du Lundi au Dimanche : La ligne fonctionne de 9h00 à 23h00, avec 6-7 allers-retours par jour. - Particularités : - Un départ sur deux est origine/terminus "Indian Forest". - Arrêts non accessibles aux PMR : Grève, Port, Petit Pont (uniquement en direction de "Ronce Casino"), Dirée, Indian Forest, Baraque, Hippodrome, Palmyre Port. |                                                                                     |                                                                                     |                                                                                     |                                                                                     |                                                                                     |                                                                                     |                                                                                     |                                                                                     |
| 30    | Dernière actualisation : 27 juin 2025 |                                                                                     |                                                                                     |                                                                                     |                                                                                     |                                                                                     |                                                                                     |                                                                                     |                                                                                     |
| 31    | Royan – Gare ⥋ Les Mathes – Palmyre Port | Royan – Gare ⥋ Les Mathes – Palmyre Port                                            | Royan – Gare ⥋ Les Mathes – Palmyre Port                                            | Royan – Gare ⥋ Les Mathes – Palmyre Port                                            | Royan – Gare ⥋ Les Mathes – Palmyre Port                                            | Royan – Gare ⥋ Les Mathes – Palmyre Port                                            | Royan – Gare ⥋ Les Mathes – Palmyre Port                                            | Royan – Gare ⥋ Les Mathes – Palmyre Port                                            | Royan – Gare ⥋ Les Mathes – Palmyre Port                                            |
| 31    | Ouverture / Fermeture 12 avril 2021 / — | Longueur —                                                                          | Durée 35-50 min                                                                     | Nb. d’arrêts 27                                                                     | Matériel -                                                                          | Jours de fonctionnement L, Ma, Me, J, V, S, D                                       | Jour / Soir / Nuit / Fêtes O / O / N / O                                            | Voy. / an —                                                                         | Exploitant Transdev Express Sud Ouest Royan                                         |
| 31    | Desserte : - Communes et lieux desservis : Royan, Vaux-sur-Mer, Saint-Palais-sur-Mer, Les Mathes - Gares desservies : Royan |                                                                                     |                                                                                     |                                                                                     |                                                                                     |                                                                                     |                                                                                     |                                                                                     |                                                                                     |
| 31    | Autre : - Amplitude horaire et fréquence : - Pré-saison (d'Avril à début Juillet), du Lundi au Dimanche : La ligne fonctionne de 8h30 à 19h30, avec 5 allers-retours par jour. - Pleine saison (de Juillet à Août), du Lundi au Dimanche : La ligne fonctionne de 7h40 à 23h45, avec 16 allers-retours par jour. - Particularités de pré-saison: - La course de 8h40 au départ de "Palmyre OT" et la course de 10h05 au départ de la Gare de Royan ne sont effectuées que du Lundi au vendredi uniquement. - La course de 8h30 au départ de "Palmyre OT" et la course de 11h00 au départ de la Gare de Royan ne sont effectuées que les Samedis, Dimanches et jours fériés uniquement. - Arrêts non accessibles aux PMR : Côte Beauté, Saint-Sordelin, Conseil, Mouillères, Terre Nègre, Auture, Grande Côte, Combots. |                                                                                     |                                                                                     |                                                                                     |                                                                                     |                                                                                     |                                                                                     |                                                                                     |                                                                                     |
| 31    | Dernière actualisation : 27 juin 2025 |                                                                                     |                                                                                     |                                                                                     |                                                                                     |                                                                                     |                                                                                     |                                                                                     |                                                                                     |
| 32    | Royan – Gare ⥋ Talmont-sur-Gironde – Place / Mortagne-sur-Gironde – Port | Royan – Gare ⥋ Talmont-sur-Gironde – Place / Mortagne-sur-Gironde – Port            | Royan – Gare ⥋ Talmont-sur-Gironde – Place / Mortagne-sur-Gironde – Port            | Royan – Gare ⥋ Talmont-sur-Gironde – Place / Mortagne-sur-Gironde – Port            | Royan – Gare ⥋ Talmont-sur-Gironde – Place / Mortagne-sur-Gironde – Port            | Royan – Gare ⥋ Talmont-sur-Gironde – Place / Mortagne-sur-Gironde – Port            | Royan – Gare ⥋ Talmont-sur-Gironde – Place / Mortagne-sur-Gironde – Port            | Royan – Gare ⥋ Talmont-sur-Gironde – Place / Mortagne-sur-Gironde – Port            | Royan – Gare ⥋ Talmont-sur-Gironde – Place / Mortagne-sur-Gironde – Port            |
| 32    | Ouverture / Fermeture 12 avril 2021 / — | Longueur —                                                                          | Durée 40-60 min                                                                     | Nb. d’arrêts 34                                                                     | Matériel -                                                                          | Jours de fonctionnement L, Ma, Me, J, V, S, D                                       | Jour / Soir / Nuit / Fêtes O / O / N / O                                            | Voy. / an —                                                                         | Exploitant Transdev Express Sud Ouest Royan                                         |
| 32    | Desserte : - Communes et lieux desservis : Royan, Saint-Georges-de-Didonne, Meschers-sur-Gironde, Talmont-sur-Gironde, Barzan, Chenac-Saint-Seurin-d'Uzet, Mortagne-sur-Gironde - Gares desservies : Royan |                                                                                     |                                                                                     |                                                                                     |                                                                                     |                                                                                     |                                                                                     |                                                                                     |                                                                                     |
| 32    | Autre : - Amplitude horaire et fréquence : - Pré-saison (d'Avril à début Juillet), du Lundi au Dimanche : La ligne fonctionne de 8h40 à 20h20, avec 5 allers-retours par jour. - Pleine saison (de Juillet à Août), du Lundi au Dimanche : La ligne fonctionne de 9h00 à 21h00, avec 6 allers-retours par jour. - Particularités de pré-saison : - La course de 18h40 au départ de la Gare de Royan et la course de 19h20 au départ de "Place" ne sont effectuées que du Lundi au vendredi uniquement. - La course de 19h00 au départ de la Gare de Royan et la course de 19h40 au départ de "Place" ne sont effectuées que les Samedis, Dimanches et jours fériés uniquement. - Du Lundi au Dimanche, 1 course sur 3 a pour origine et direction "Place". - Particularités de pleine saison : - 1 départ sur 3 a pour origine et direction "Place". - Arrêts non accessibles aux PMR : Créa (uniquement en direction de la gare de Royan), Roche Blanche, Oliviers, Œillet, Parc Estuaire, Suzac, Ombrages, Vergnes, Grottes (desservi uniquement en direction de "Place" et "Port"), Ribes, Plage, Brissonnerie, Garnier, Monards, Chenac - Port, Fief de Cros, Echailler, Rambaud, Gambetta, OT, Port. |                                                                                     |                                                                                     |                                                                                     |                                                                                     |                                                                                     |                                                                                     |                                                                                     |                                                                                     |
| 32    | Dernière actualisation : 27 juin 2025 |                                                                                     |                                                                                     |                                                                                     |                                                                                     |                                                                                     |                                                                                     |                                                                                     |                                                                                     |
| 33    | La Tremblade – Phare Coubre ⥋ La Tremblade – Bouverie | La Tremblade – Phare Coubre ⥋ La Tremblade – Bouverie                               | La Tremblade – Phare Coubre ⥋ La Tremblade – Bouverie                               | La Tremblade – Phare Coubre ⥋ La Tremblade – Bouverie                               | La Tremblade – Phare Coubre ⥋ La Tremblade – Bouverie                               | La Tremblade – Phare Coubre ⥋ La Tremblade – Bouverie                               | La Tremblade – Phare Coubre ⥋ La Tremblade – Bouverie                               | La Tremblade – Phare Coubre ⥋ La Tremblade – Bouverie                               | La Tremblade – Phare Coubre ⥋ La Tremblade – Bouverie                               |
| 33    | Ouverture / Fermeture 12 avril 2021 / — | Longueur —                                                                          | Durée 5-25 min                                                                      | Nb. d’arrêts 11                                                                     | Matériel -                                                                          | Jours de fonctionnement L, Ma, Me, J, V, S, D                                       | Jour / Soir / Nuit / Fêtes O / N / N / O                                            | Voy. / an —                                                                         | Exploitant Transdev Express Sud Ouest Royan                                         |
| 33    | Desserte : - Communes et lieux desservis : La Tremblade, Les Mathes - Gares desservies : Aucune |                                                                                     |                                                                                     |                                                                                     |                                                                                     |                                                                                     |                                                                                     |                                                                                     |                                                                                     |
| 33    | Autre : - Amplitude horaire et fréquence : - De Juillet à Août, du Lundi au Dimanche : La ligne fonctionne de 10h15 à 19h25, avec 6-7 allers-retours par jour. - Particularités : - En direction de "Phare Coubre", les premiers et derniers départs ont pour origine et terminus "Palmyre OT". - Arrêts non accessibles aux PMR : Bouverie, Baraque, Hippodrome, Beau Soleil, Bonne Anse, Phare Coubre. |                                                                                     |                                                                                     |                                                                                     |                                                                                     |                                                                                     |                                                                                     |                                                                                     |                                                                                     |
| 33    | Dernière actualisation : 27 juin 2025 |                                                                                     |                                                                                     |                                                                                     |                                                                                     |                                                                                     |                                                                                     |                                                                                     |                                                                                     |

### Service Cara'fil

Service Cara'fil

Cara'fil est un service de transport à la demande sur réservation réparti en 4 zones (numérotées de 20 à 23) permettant aux habitants demeurant dans des communes non desservies par les lignes régulières ou à plus de 500 mètres d’un arrêt de bus de rejoindre l’arrêt de bus le plus proche de leur domicile. Ils peuvent ensuite prendre le bus en correspondance. Il fonctionne du lundi au samedi de 8h00 à 18h00 sauf les jours fériés. La tarification est identique à celle des lignes régulières.
Les réservations peuvent être faites du lundi au samedi au plus tard une demi-journée avant le déplacement programmé.

#### Zones de transport à la demande
| Ligne | Caractéristiques | Caractéristiques                                                            | Caractéristiques                                                            | Caractéristiques                                                            | Caractéristiques                                                            | Caractéristiques                                                            | Caractéristiques                                                            | Caractéristiques                                                            | Caractéristiques                                                            |
| 20    | TAD 20 | TAD 20                                                                      | TAD 20                                                                      | TAD 20                                                                      | TAD 20                                                                      | TAD 20                                                                      | TAD 20                                                                      | TAD 20                                                                      | TAD 20                                                                      |
| 20    | Desserte de la zone ⥋ Cozes – Gare / Meschers – Longée / Semussac – Didonne | Desserte de la zone ⥋ Cozes – Gare / Meschers – Longée / Semussac – Didonne | Desserte de la zone ⥋ Cozes – Gare / Meschers – Longée / Semussac – Didonne | Desserte de la zone ⥋ Cozes – Gare / Meschers – Longée / Semussac – Didonne | Desserte de la zone ⥋ Cozes – Gare / Meschers – Longée / Semussac – Didonne | Desserte de la zone ⥋ Cozes – Gare / Meschers – Longée / Semussac – Didonne | Desserte de la zone ⥋ Cozes – Gare / Meschers – Longée / Semussac – Didonne | Desserte de la zone ⥋ Cozes – Gare / Meschers – Longée / Semussac – Didonne | Desserte de la zone ⥋ Cozes – Gare / Meschers – Longée / Semussac – Didonne |
| ----- | --- | --------------------------------------------------------------------------- | --------------------------------------------------------------------------- | --------------------------------------------------------------------------- | --------------------------------------------------------------------------- | --------------------------------------------------------------------------- | --------------------------------------------------------------------------- | --------------------------------------------------------------------------- | --------------------------------------------------------------------------- |
| 20    | Ouverture / Fermeture 12 avril 2021 / — | Longueur —                                                                  | Durée —                                                                     | Nb. d’arrêts —                                                              | Matériel -                                                                  | Jours de fonctionnement L, Ma, Me, J, V, S                                  | Jour / Soir / Nuit / Fêtes O / N / N / N                                    | Voy. / an —                                                                 | Exploitant Transdev Royan Atlantique                                        |
| 20    | Desserte : - Communes et lieux desservis : Arces-sur-Gironde, Barzan, Boutenac-Touvent, Brie-sous-Mortagne, Chenac-Saint-Seurin-d'Uzet, Cozes, Épargnes, Floirac, Meschers, Mortagne-sur-Gironde, Semussac, Talmont-sur-Gironde - Gares desservies : Cozes |                                                                             |                                                                             |                                                                             |                                                                             |                                                                             |                                                                             |                                                                             |                                                                             |
| 20    | Autre : - Amplitude horaire et fréquence : - Du Lundi au Samedi : Le service fonctionne de 8h00 à 18h00. - Particularités : - Ce service zonal permet aux habitants des communes d'Arces-sur-Gironde, Barzan, Boutenac-Touvent, Brie-sous-Mortagne, Chenac-Saint-Seurin-d’Uzet, Cozes (partie Sud), Épargnes, Floirac, Mortagne-sur-Gironde et Talmont-sur-Gironde, de ce rendre aux arrêts "Cozes - Gare", "Longée" et "Didonne", desservis par les lignes régulières 8 et 9 depuis les arrêts desservis uniquement par le service Cara'fil.                         |                                                                             |                                                                             |                                                                             |                                                                             |                                                                             |                                                                             |                                                                             |                                                                             |
| 20    | Dernière actualisation : 2 juin 2025 |                                                                             |                                                                             |                                                                             |                                                                             |                                                                             |                                                                             |                                                                             |                                                                             |
| 21    | TAD 21 | TAD 21                                                                      | TAD 21                                                                      | TAD 21                                                                      | TAD 21                                                                      | TAD 21                                                                      | TAD 21                                                                      | TAD 21                                                                      | TAD 21                                                                      |
| 21    | Desserte de la zone ⥋ Cozes – Gare / Saujon – Gare / Saujon – Richelieu / Semussac – Didonne |                                                                             |                                                                             |                                                                             |                                                                             |                                                                             |                                                                             |                                                                             |                                                                             |
| 21    | Ouverture / Fermeture 12 avril 2021 / — | Longueur —                                                                  | Durée —                                                                     | Nb. d’arrêts —                                                              | Matériel -                                                                  | Jours de fonctionnement L, Ma, Me, J, V, S                                  | Jour / Soir / Nuit / Fêtes O / N / N / N                                    | Voy. / an —                                                                 | Exploitant Transdev Royan Atlantique                                        |
| 21    | Desserte : - Communes et lieux desservis : Cozes, Corme-Écluse, Grézac, Le Chay, Sablonceaux, Saint-Romain-de-Benet, Saujon, Semussac - Gares desservies : Cozes, Saujon |                                                                             |                                                                             |                                                                             |                                                                             |                                                                             |                                                                             |                                                                             |                                                                             |
| 21    | Autre : - Amplitude horaire et fréquence : - Du Lundi au Samedi : Le service fonctionne de 8h00 à 18h00. - Particularités : - Ce service zonal permet aux habitants des communes de Corme-Écluse, Grézac, Le Chay, Sablonceaux, Saint-Romain-de-Benet et Saujon, de ce rendre aux arrêts "Cozes - Gare", "Saujon - Gare", "Richelieu" et "Didonne", desservis par les lignes régulières 7 et 8 depuis les arrêts desservis uniquement par le service Cara'fil. |                                                                             |                                                                             |                                                                             |                                                                             |                                                                             |                                                                             |                                                                             |                                                                             |
| 21    | Dernière actualisation : 2 juin 2025 |                                                                             |                                                                             |                                                                             |                                                                             |                                                                             |                                                                             |                                                                             |                                                                             |
| 22    | TAD 22 | TAD 22                                                                      | TAD 22                                                                      | TAD 22                                                                      | TAD 22                                                                      | TAD 22                                                                      | TAD 22                                                                      | TAD 22                                                                      | TAD 22                                                                      |
| 22    | Desserte de la zone ⥋ Arvert – Halle / Etaules – Eglise / La Tremblade – Eglise et Ronce Casino / Saujon – Gare / Saujon – Richelieu / Saint-Sulpice-de-Royan – Centre |                                                                             |                                                                             |                                                                             |                                                                             |                                                                             |                                                                             |                                                                             |                                                                             |
| 22    | Ouverture / Fermeture 12 avril 2021 / — | Longueur —                                                                  | Durée —                                                                     | Nb. d’arrêts —                                                              | Matériel -                                                                  | Jours de fonctionnement L, Ma, Me, J, V, S                                  | Jour / Soir / Nuit / Fêtes O / N / N / N                                    | Voy. / an —                                                                 | Exploitant Transdev Royan Atlantique                                        |
| 22    | Desserte : - Communes et lieux desservis : Arvert, Breuillet, Chaillevette, L'Eguille, Etaules, La Tremblade, Marennes, Mornac-sur-Seudre, Saujon, Saint-Sulpice-de-Royan - Gares desservies : Saujon |                                                                             |                                                                             |                                                                             |                                                                             |                                                                             |                                                                             |                                                                             |                                                                             |
| 22    | Autre : - Amplitude horaire et fréquence : - Du Lundi au Samedi : Le service fonctionne de 8h00 à 18h00. - Particularités : - Ce service zonal permet aux habitants des communes d'Arvert, Breuiller, Chaillevette, L'Eguille, Etaules, La Tremblade, Marennes, Mornac-sur-Seudre et Saint-Sulpice-de-Royan, de ce rendre aux arrêts "Halle", "Etaules - Eglise", "La Tremblade - Eglise", "Ronce Casino", "Saujon - Gare", "Richelieu" et "Centre", desservis par les lignes régulières 4, 5, 6 et 7 depuis les arrêts desservis uniquement par le service Cara'fil. |                                                                             |                                                                             |                                                                             |                                                                             |                                                                             |                                                                             |                                                                             |                                                                             |
| 22    | Dernière actualisation : 2 juin 2025 |                                                                             |                                                                             |                                                                             |                                                                             |                                                                             |                                                                             |                                                                             |                                                                             |
| 23    | TAD 23 | TAD 23                                                                      | TAD 23                                                                      | TAD 23                                                                      | TAD 23                                                                      | TAD 23                                                                      | TAD 23                                                                      | TAD 23                                                                      | TAD 23                                                                      |
| 23    | Desserte de la zone ⥋ Les Mathes – Église / Saint-Palais-sur-Mer – Vallet / Vaux-sur-Mer – Malakoff |                                                                             |                                                                             |                                                                             |                                                                             |                                                                             |                                                                             |                                                                             |                                                                             |
| 23    | Ouverture / Fermeture 12 avril 2021 / — | Longueur —                                                                  | Durée —                                                                     | Nb. d’arrêts —                                                              | Matériel -                                                                  | Jours de fonctionnement L, Ma, Me, J, V, S                                  | Jour / Soir / Nuit / Fêtes O / N / N / N                                    | Voy. / an —                                                                 | Exploitant Transdev Royan Atlantique                                        |
| 23    | Desserte : - Communes et lieux desservis : Les Mathes, Saint-Palais-sur-Mer, Vaux-sur-Mer - Gares desservies : Saujon |                                                                             |                                                                             |                                                                             |                                                                             |                                                                             |                                                                             |                                                                             |                                                                             |
| 23    | Autre : - Amplitude horaire et fréquence : - Du Lundi au Samedi : Le service fonctionne de 8h00 à 18h00. - Particularités : - Ce service zonal permet aux habitants des communes des Mathes, Saint-Palais-sur-Mer et Vaux-sur-Mer, de ce rendre aux arrêts "Église", "Vallet" et "Malakoff", desservis par les lignes régulières 1 et 5 depuis les arrêts desservis uniquement par le service Cara'fil. |                                                                             |                                                                             |                                                                             |                                                                             |                                                                             |                                                                             |                                                                             |                                                                             |
| 23    | Dernière actualisation : 2 juin 2025 |                                                                             |                                                                             |                                                                             |                                                                             |                                                                             |                                                                             |                                                                             |                                                                             |

## Location de vélos Cara'vel

Service Cara'vel

Un service de location de vélos sera disponible dès le printemps 2021.

## Exploitation

### Agence commerciale
L'agence commerciale est située au sein de la gare de Royan à proximité immédiate du pôle d'échange des bus.

### Dépôt
Le dépôt se situe au 30 rue Roland Moréno à Saint-Sulpice-de-Royan, situé dans le quartier Jaffe.

### Etat de parc
| Modèles                    | Numéros | Années | Affectations       |
| -------------------------- | ------- | ------ | ------------------ |
| Midibus (...)              |         |        |                    |
| HeuliezBus GX 127          |         |        | 10, 11, 12, 13, 14 |
| Autocars (...)             |         |        |                    |
| Iveco Bus Crossway         |         |        | 21, 22, 23, 24, 25 |
| Minibus (...)              |         |        |                    |
| Dietrich Noventis 420      |         |        | 15, 41, 42         |
| Véhicules de service (...) |         |        |                    |